# Южен конус
Южен конус (на испански: Cono Sur; на португалски: Cone Sul) е географска и културна област, съставена от най-южните части на Южна Америка, на юг от и около тропика на Козирога. Обикновено покрива Аржентина, Чили и Уругвай. По отношение на социалната, икономическата и политическата география, Южният конус включва Аржентина, Чили, Уругвай, Южния регион на Бразилия и бразилския щат Сао Пауло. В по-широк смисъл, конусът обхваща и Парагвай.
Високата продължителност на живота, най-високият индекс на човешкото развитие в Латинска Америка, високия стандарт на живот, ниският коефициент на плодовитост, значителното участие в световните пазари и нововъзникващите пазари на страните в Южния конус го правят най-процъфтяващия макрорегион в Латинска Америка. Населението в областта е предимно от европейски произход.